# Aldobrandeschi
Los Aldobrandeschi fueron una noble familia condal, que durante la Edad Media dominó vastos feudos en el área de Maremma y Monte Amiata, actualmente ubicados en la frontera entre Toscana y Lacio y la Valdelsa sienesa.

## Historia
De origen posiblemente lombardo, descendientes del vasallo imperial Eriprando, hijo de Ildebrando (siglo IX), sus dominios se centraron en las localidades de Colle di Val d'Elsa, Grosseto, Santa Fiora y Sovana (antigua Soana), además de Tuscania en la región del Lacio.

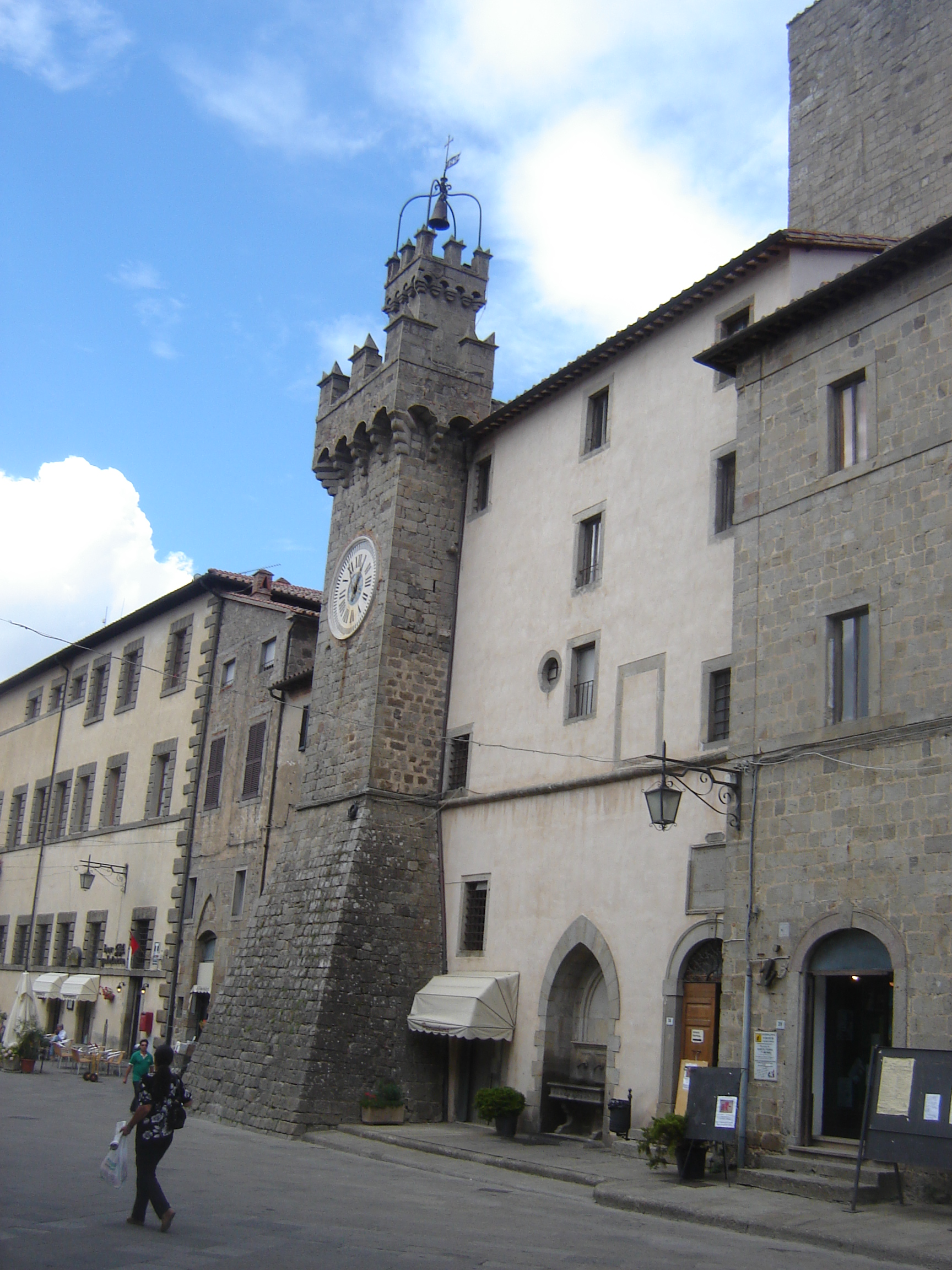
Torre aldobrandesca del Palacio Sforza Cesarini de Santa Fiora.

A partir de 1274, sus posesiones en el sur de la Toscana fueron repartidas entre el condado de Sovana (blasón oro con león rojo) y el condado de Santa Fiora (blasón oro con águila bicéfala negra). Desde entonces se han regido por dos ramas distintas de la familia. La posterior extinción de la rama de Sovana hizo que el antiguo condado fuera heredado por la familia Orsini, determinando el nacimiento del condado de Pitigliano. La posterior extinción de la rama de Santa Fiora hizo que los Sforza heredaran el territorio restante del condado. El escudo de armas del armorial oficial, está representado con una partición heráldica de las dos ramas principales, Sovana (medio león rojo) y Santa Fiora (medio águila, que en algunas representaciones, se vuelve roja).
En 1224, momento en el que se inicia de la división de feudos «Aldobrandeschi», Montorgiali se alinea con Siena por oposición al condado de Santa Fiora constituido formalmente en 1274.
Tradicionalmente fueron gibelinos. Después de la muerte del emperador Federico II de Suabia en 1250, los Aldobrandeschi, de la rama del condado de Sovana, se pasaron, por oportunidad política, al campo de los güelfos. Sin embargo, esto no impidió que todas las posesiones de las dos ramas fueran erosionadas progresivamente por la República de Siena, a la que se sometieron definitivamente por una ley de 1331.
En 1331, la localidad de Arcidosso fue asediada durante seis meses por el ejército sienés dirigido por Guidoriccio da Fogliano. Miembros de la familia Aldobrandeschi se encontraban en el Castillo de Arcidosso defendido por dos murallas y torres. Solo después de haber excavado un túnel, los sieneses pudieron conquistar el burgo.
Tanto Guglielmo como Omberto Aldobrandeschi son mencionados por Dante Alighieri en los versos 46-72 del Canto XI del Purgatorio (Divina comedia).

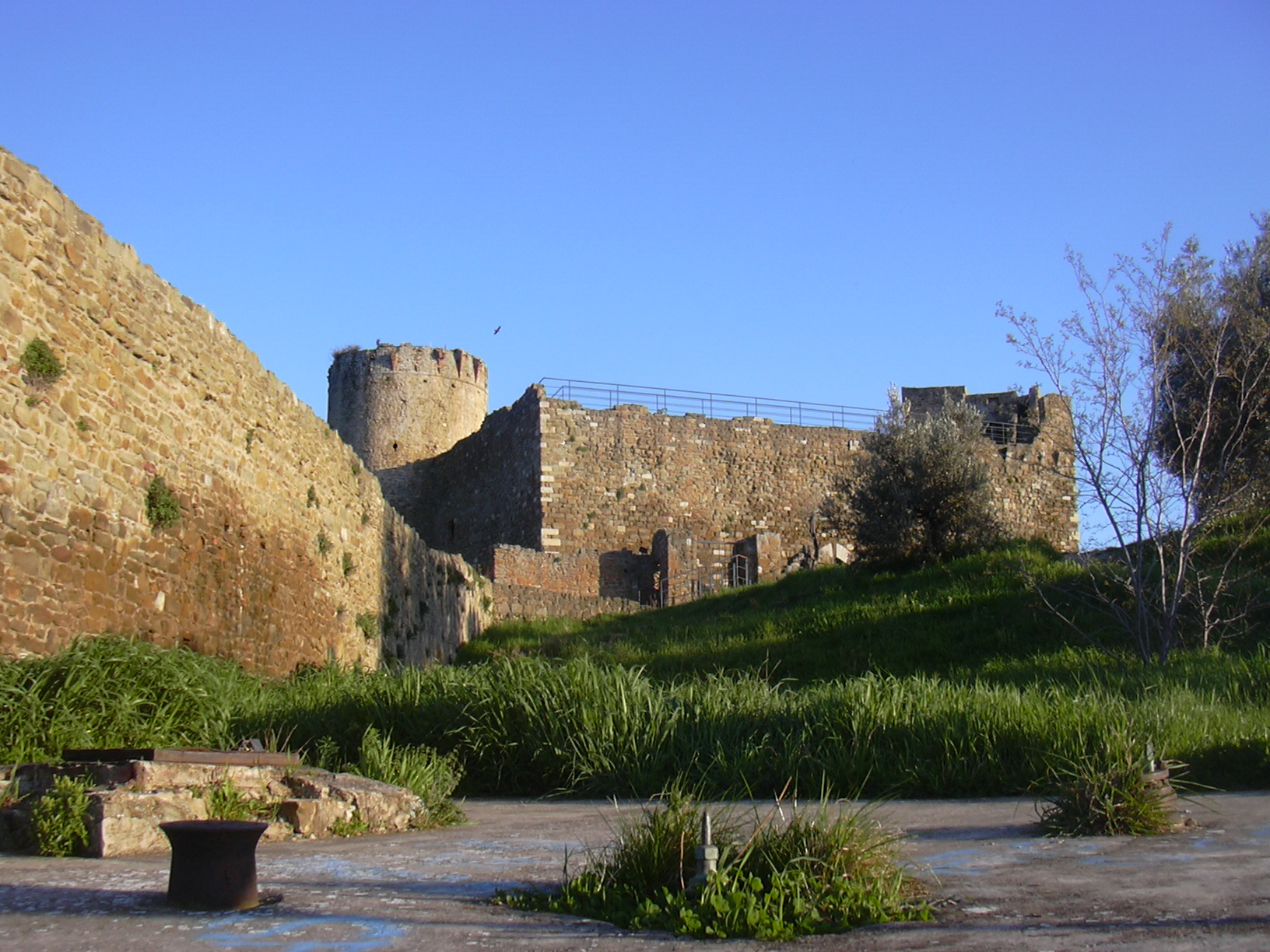
Castillo de los Aldobrandeschi en Scarlino.

El gran papa reformador y santo Gregorio VII (nacido Ildebrando de Sovana), según la tradición popular, parece haber pertenecido a la familia Aldobrandeschi, pero realmente no hay fuentes históricas que respalden esta tesis.

## Condes de Condado Aldobrandesco
- Ildebrando II 857-901
- Ildebrando III 901-939
- Gerardo I 939-966 (hijo)
- Rodolfo I (hijo de Gerardo I) 966-988
  - Rodolfo II (hijo) asociado hasta alrededor de 987, murió antes de 988
- Ildebrandino IV (hijo) 988-1034
  - Enrico (hijo) asociado hasta alrededor de 1030, murió alrededor de 1020
- Ildebrandino V (hermano) 1034-1077
  - Ranieri (hermano) asociado 1034-1064
- Ranieri Malabranca (hijo de Ildebrandino V) 1064-1106
  - Ugo I (hermano) asociado 1064-1097
- Malagagla (hija de Ranieri Malabranca) 1106-1121
  - Ildebrandino VI (hermano) asociado 1106-1135
- Ugo II (hijo de Malagagla) 1121-1152
- Ildebrandino VII "el Joven" (hijo) 1152-1195
- Ildebrandino VIII (hijo) 1195-1212
- Ildebrandino IX (hijo) 1212-1237
- Bonifacio Aldobrandeschi (hermano) asociado 1212-1216
- Guglielmo Aldobrandeschi (hermano) asociado 1212-1216

El 29 de octubre de 1216, sus dominios se dividieron entre los tres hermanos: al primero Sovana, al segundo Santa Fiora y el tercero Pitigliano. Ildebrando IX murió sin herederos en 1237 y sus tierras pasaron a las otras dos ramas. La ciudad de Sovana estaba destinada a la rama Pitigliano.

## Condes de Sovana y Pitigliano
- Guglielmo Aldobrandeschi 1216-1254
- Ildebrandino XI (hijo) "el Rojo" 1254-1294
- Margherita Aldobrandeschi (hija) 1294-1313

## Condes de Santa Fiora
- Bonifacio Aldobrandeschi 1216-1229, hermano de Guglielmo Aldobrandeschi
- Ildebrandino X (hijo) 1229-1283
- Ildebrandino XII "el Joven" (hijo) 1283-1331
- Stefano (hijo) 1331-1346
- Senese (hijo) 1346-1386
- Guido Aldobrandeschi (hijo) 1386-1438
- Cecilia Aldobrandeschi (hija) 1438-1451
- Bosio I Sforza (esposo de Cecilia Aldobrandeschi) conde de Cotignola 1411-1475.

## Condes deSuvereto
- Ildebrando, fallecido en 996, nunca aparece como un conde
- Gerardo II (hijo) 996-1009
- Rodolfo III (hermano) 996-1020
- Ugo (hijo) 1020-1089
- Rodolfo V 1089-1105
- Uguccione 1105-?